# Associazione Sportiva Roma 1931-1932
Questa voce raccoglie le informazioni riguardanti l'Associazione Sportiva Roma nelle competizioni ufficiali della stagione 1931-1932.

## Stagione
Durante questa stagione la Roma partecipa per la prima volta in una competizione europea: la Coppa dell'Europa Centrale, dove viene eliminata al secondo turno per mano del First Vienna, il quale si aggiudicherà poi la competizione. In campionato nonostante il terzo posto, la squadra non brilla come nell'annata precedente, penalizzata da dubbie decisioni arbitrali sfavorevoli alla squadra e da alcuni problemi societari dovuti alle improvvise dimissioni dell'allenatore Herbert Burgess che non andava più d'accordo con la dirigenza, sostituito dalla decima giornata dall'ungherese János Baar.

## Divise
La divisa primaria della Roma è costituita da maglia rossa con collo a V giallo e bordo manica giallo, pantaloncini bianchi e calzettoni neri con banda giallorossa orizzontale; la seconda divisa presenta una maglia bianca, pantaloncini e calzettoni neri, questi con una banda giallorossa orizzontale. I portieri hanno due divise: la prima costituita da maglia con body bianco, colletto a polo giallo e maniche nere, la seconda grigia con colletto a polo; calzettoni e calzoncini sono gli stessi della away.
| Casa | Trasferta | 1ª div. portiere | 2ª div. portiere |

## Organigramma societario
Di seguito l'organigramma societario.
Area direttiva
- Presidente: Renato Sacerdoti

Area tecnica
- Allenatore: Herbert Burgess, poi dalla 10ª giornata János Baar

## Rosa
Di seguito la rosa.
| N. |                   | Ruolo | Calciatore          |
| -- | ----------------- | ----- | ------------------- |
|    | Italia (bandiera) | P     | Guido Masetti       |
|    | Italia (bandiera) | P     | Giovanni Zucca      |
|    | Italia (bandiera) | D     | Renato Bodini       |
|    | Italia (bandiera) | D     | Giorgio Carpi       |
|    | Italia (bandiera) | D     | Marino Nicolich     |
|    | Italia (bandiera) | D     | Mario De Micheli    |
|    | Italia (bandiera) | D     | Attilio Mattei      |
|    | Italia (bandiera) | C     | Fulvio Bernardini   |
|    | Italia (bandiera) | C     | Mario Bossi         |
|    | Italia (bandiera) | C     | Nazzareno Celestini |

| N. |                      | Ruolo | Calciatore               |
| -- | -------------------- | ----- | ------------------------ |
|    | Italia (bandiera)    | C     | Raffaele D'Aquino        |
|    | Italia (bandiera)    | C     | Cesare Augusto Fasanelli |
|    | Italia (bandiera)    | C     | Pietro Ferrari           |
|    | Italia (bandiera)    | C     | Attilio Ferraris (IV)    |
|    | Argentina (bandiera) | C     | Nicola Italo Lombardo    |
|    | Argentina (bandiera) | A     | Arturo Chini Ludueña     |
|    | Italia (bandiera)    | A     | Raffaele Costantino      |
|    | Italia (bandiera)    | A     | Fernando Eusebio         |
|    | Italia (bandiera)    | A     | Rodolfo Volk             |

## Calciomercato
Di seguito il calciomercato.
| Acquisti | Acquisti        | Acquisti | Acquisti   |
| R.       | Nome            | da       | Modalità   |
| -------- | --------------- | -------- | ---------- |
| P        | Giovanni Zucca  | Liguria  | definitivo |
| D        | Marino Nicolich | Spezia   | definitivo |

| Cessioni | Cessioni          | Cessioni | Cessioni   |
| R.       | Nome              | a        | Modalità   |
| -------- | ----------------- | -------- | ---------- |
| D        | Gianangelo Barzan | Bari     | definitivo |
| D        | Giovanni Degni    | Lecce    | definitivo |

## Risultati

### Serie A

#### Girone di andata
| Arbitro: | Rovida (Milano) |

|                                                |           |                            |
| Volk 10’ Lombardo 17’ Chini 45’ Costantino 57’ | Marcatori | 21’ Piccaluga 26’ Lombatti |

| Arbitro: | U.Gama (Milano) |

|                              |           |  |
| Rocco 61’ Vollono 81’ (rig.) | Marcatori |  |

| Arbitro: | Zorzi (Udine) |

|                         |           |               |
| Chini 8’ Costantino 55’ | Marcatori | 53’ Seccatore |

| Arbitro: | Caironi (Milano) |

|  |           |                |
|  | Marcatori | 61’ Costantino |

| Arbitro: | Rovida (Milano) |

|                     |           |  |
| Bernardini 13’, 87’ | Marcatori |  |

| Arbitro: | Carraro (Padova) |

|                 |           |                           |
| Masera 18’, 78’ | Marcatori | 41’ Ferraris IV 84’ Chini |

| Arbitro: | Guarnieri (Milano) |

|          |           |           |
| Volk 15’ | Marcatori | 16’ Maini |

| Arbitro: | Dani (Genova) |

|           |           |  |
| Borel 25’ | Marcatori |  |

| Arbitro: | Barlassina (Milano) |

|                                     |           |         |
| Rivolo 22’ Prendato 38’ Petrone 73’ | Marcatori | 5’ Volk |

| Arbitro: | Zorzi (Udine) |

|                     |           |  |
| Bernardini 13’, 87’ | Marcatori |  |

| Arbitro: | Dani (Genova) |

|                      |           |  |
| Volk 46’ Eusebio 54’ | Marcatori |  |

| Arbitro: | Scorzoni (Bologna) |

|                   |           |          |
| Visentin 23’, 90’ | Marcatori | 46’ Volk |

| Arbitro: | Guarnieri (Milano) |

|                                   |           |                                     |
| Bernardini 14’ Pietro Ferrari 17’ | Marcatori | 2’ Rossetti 33’ Libonatti 49’Lorini |

| Arbitro: | Carraro (Padova) |

|                |           |                            |
| Gay 20’ (rig.) | Marcatori | 41’ Bernardini 87’ Ferrari |

| Arbitro: | Caironi (Milano) |

|                                                           |           |  |
| Fasanelli 2’, 50’ Volk 35’, 80’ Costantino 36’ Bodini 49’ | Marcatori |  |

| Arbitro: | Mattea (Torino) |

|            |           |                      |
| Marchi 68’ | Marcatori | 30’ Ferrari 32’ Volk |

| Arbitro: | Caironi (Milano) |

|                                                  |           |            |
| Costantino 21’ Fasanelli 52’ Morselli 58’ (aut.) | Marcatori | 5’ Ranelli |

#### Girone di ritorno
| Arbitro: | Osti (Ferrara) |

|                             |           |                         |
| Scaramelli 30’ Lombatti 75’ | Marcatori | 50’, 60’ Volk 67’ Chini |

| Arbitro: | Canetta (Alessandria) |

|             |           |  |
| Ferrari 40’ | Marcatori |  |

| Vercelli 21 febbraio 1932 20ª giornata | Pro Vercelli       | 0 – 0 referto | Roma | Foro Boario\| Arbitro: \| Turbiani (Ferrara) \| |
| Arbitro:                               | Turbiani (Ferrara) |               |      |                                                 |

| Arbitro: | Mastellari (Bologna) |

|                |           |                   |
| Bernardini 84’ | Marcatori | 13’, 15’ Marchina |

| Arbitro: | Carraro (Padova) |

|                                                              |           |                |
| Ferrari 9’, 14’ Orsi 11’, 52’ Cesarini 13’ Vecchina 59’, 76’ | Marcatori | 40’ Bernardini |

| Roma 13 marzo 1932, ore 14:30 CET 23ª giornata | Roma                  | 0 – 0 referto | Pro Patria | Campo Testaccio\| Arbitro: \| Beretta (Novi Ligure) \| |
| Arbitro:                                       | Beretta (Novi Ligure) |               |            |                                                        |

| Arbitro: | Mattea (Torino) |

|                             |           |  |
| Schiavio 16’ Maini 63’, 78’ | Marcatori |  |

| Arbitro: | U.Gama (Milano) |

|                                            |           |  |
| Volk 16’, 83’ Costantino 42’ Fasanelli 84’ | Marcatori |  |

| Arbitro: | Lenti (Genova) |

|           |           |                    |
| Chini 47’ | Marcatori | 34’ (rig.) Petrone |

| Arbitro: | Melandri (Genova) |

|               |           |  |
| Sallustro 10’ | Marcatori |  |

| Arbitro: | Rovida (Milano) |

|             |           |                                       |
| Fantoni 31’ | Marcatori | 4’ Chini 42’ Volk 58’, 65’ Costantino |

| Arbitro: | Melandri (Genova) |

|                       |           |               |
| Volk 8’ Fasanelli 87’ | Marcatori | 23’ Serantoni |

| Arbitro: | Mastellari (Bologna) |

|                         |           |          |
| Prato 13’ Libonatti 20’ | Marcatori | 35’ Volk |

| Roma 26 maggio 1932 31ª giornata | Roma            | 0 – 0 referto | Bari | Campo Testaccio\| Arbitro: \| Rovida (Milano) \| |
| Arbitro:                         | Rovida (Milano) |               |      |                                                  |

| Arbitro: | Caironi (Milano) |

|           |           |          |
| Patri 42’ | Marcatori | 88’ Volk |

| Arbitro: | Zorzi (Udine) |

|               |           |  |
| Fasanelli 73’ | Marcatori |  |

| Arbitro: | Giorgi (Milano) |

|               |           |          |
| Gasparini 68’ | Marcatori | 89’ Volk |

### Coppa dell'Europa Centrale
| Arbitro: | Mercet |

|                    |           |          |
| Svoboda 30’ (rig.) | Marcatori | 18’ Volk |

| Arbitro: | Mercet |

|                         |           |          |
| Costantino 42’ Volk 47’ | Marcatori | 15’ Bára |

| Arbitro: | Mercet |

|                        |           |                                 |
| Chini 3’ Fasanelli 55’ | Marcatori | 34’ Erdl 36’ Blum 50’ Gschweidl |

| Arbitro: | Mercet |

|                               |           |          |
| Marat 8’, 28’ Blum 26’ (rig.) | Marcatori | 60’ Volk |

## Statistiche

### Statistiche di squadra
Di seguito le statistiche di squadra.
| Competizione               | Punti | In casa | In casa | In casa | In casa | In casa | In casa | In trasferta | In trasferta | In trasferta | In trasferta | In trasferta | In trasferta | Totale | Totale | Totale | Totale | Totale | Totale | DR  |
| Competizione               | Punti | G       | V       | N       | P       | Gf      | Gs      | G            | V            | N            | P            | Gf           | Gs           | G      | V      | N      | P      | Gf     | Gs     | DR  |
| -------------------------- | ----- | ------- | ------- | ------- | ------- | ------- | ------- | ------------ | ------------ | ------------ | ------------ | ------------ | ------------ | ------ | ------ | ------ | ------ | ------ | ------ | --- |
| Serie A                    | 40    | 17      | 11      | 4       | 2       | 33      | 12      | 17           | 5            | 4            | 8            | 20           | 30           | 34     | 16     | 8      | 10     | 53     | 42     | +11 |
| Coppa dell'Europa Centrale | -     | 2       | 1       | 0       | 1       | 4       | 4       | 2            | 0            | 1            | 1            | 2            | 4            | 4      | 1      | 1      | 2      | 6      | 8      | -2  |
| Totale                     | -     | 19      | 12      | 4       | 3       | 37      | 16      | 19           | 5            | 5            | 9            | 22           | 34           | 38     | 17     | 9      | 12     | 59     | 50     | +9  |

### Andamento in campionato
| Giornata  | 1 | 2 | 3 | 4 | 5 | 6 | 7 | 8 | 9 | 10 | 11 | 12 | 13 | 14 | 15 | 16 | 17 | 18 | 19 | 20 | 21 | 22 | 23 | 24 | 25 | 26 | 27 | 28 | 29 | 30 | 31 | 32 | 33 | 34 |
| --------- | - | - | - | - | - | - | - | - | - | -- | -- | -- | -- | -- | -- | -- | -- | -- | -- | -- | -- | -- | -- | -- | -- | -- | -- | -- | -- | -- | -- | -- | -- | -- |
| Luogo     | C | T | C | T | C | T | C | T | T | C  | C  | T  | C  | T  | C  | T  | C  | T  | C  | T  | C  | T  | C  | T  | C  | C  | T  | T  | C  | T  | C  | T  | C  | T  |
| Risultato | V | P | V | V | V | N | N | P | P | V  | V  | P  | P  | V  | V  | V  | V  | V  | V  | N  | P  | P  | N  | P  | C  | N  | P  | V  | V  | P  | N  | N  | V  | N  |
| Posizione | 1 | 7 | 4 | 3 | 2 | 2 | 2 | 5 | 7 | 5  | 5  | 7  | 7  | 7  | 6  | 3  | 3  | 3  | 3  | 3  | 3  | 3  | 3  | 4  | 3  | 3  | 4  | 4  | 4  | 4  | 3  | 4  | 3  | 3  |

Legenda:

Luogo: C = Casa; T = Trasferta. Risultato: V = Vittoria; N = Pareggio; P = Sconfitta.

### Statistiche dei giocatori
Desunte dalle edizioni cartacee dei giornali dell'epoca.
| Giocatore      | Serie A  | Serie A | Coppa dell'Europa Centrale | Coppa dell'Europa Centrale | Totale   | Totale |
| Giocatore      | Presenze | Reti    | Presenze                   | Reti                       | Presenze | Reti   |
| -------------- | -------- | ------- | -------------------------- | -------------------------- | -------- | ------ |
| G. Masetti     | 33       | -40     | 4                          | -8                         | 37       | -48    |
| G. Zucca       | 1        | -2      | 0                          | 0                          | 1        | -2     |
| R. Bodini      | 34       | 1       | 4                          | 0                          | 38       | 1      |
| G. Carpi       | 10       | 0       | 0                          | 0                          | 10       | 0      |
| M. Nicolich    | 3        | 0       | 0                          | 0                          | 3        | 0      |
| M. De Micheli  | 10       | 0       | 4                          | 0                          | 14       | 0      |
| A. Mattei      | 22       | 0       | 0                          | 0                          | 22       | 0      |
| F. Bernardini  | 29       | 7       | 4                          | 0                          | 33       | 7      |
| M. Bossi       | 4        | 0       | 0                          | 0                          | 4        | 0      |
| N. Celestini   | 1        | 0       | 0                          | 0                          | 1        | 0      |
| R. D'Aquino    | 31       | 0       | 4                          | 0                          | 35       | 0      |
| C. Fasanelli   | 32       | 6       | 4                          | 1                          | 36       | 7      |
| P. Ferrari     | 13       | 4       | 0                          | 0                          | 13       | 4      |
| A. Ferraris IV | 33       | 1       | 4                          | 0                          | 37       | 1      |
| N. Lombardo    | 10       | 1       | 4                          | 0                          | 14       | 1      |
| A. Chini       | 32       | 6       | 4                          | 1                          | 36       | 7      |
| R. Costantino  | 33       | 8       | 4                          | 1                          | 37       | 9      |
| F. Eusebio     | 10       | 1       | 0                          | 0                          | 10       | 1      |
| R. Volk        | 33       | 17      | 4                          | 3                          | 37       | 20     |

### Videografia
- Manuela Romano (a cura di), La storia della A.S. Roma (10 DVD-Video), Corriere dello Sport, Rai Trade, 2006.